# Los Cheyenes
Pour les articles homonymes, voir Cheyenne.
Los Cheyenes est un groupe espagnol de rock, originaire de Barcelone, en Catalogne. Il est formé par les frères Roberto et Joselín Vercher (guitare et basse solo, respectivement), José María Garcés (guitare rythmique et chœurs) et Ramón Colom (batterie). Extrêmement jeunes au moment de leur apparition (1964), leurs âges oscillaient entre les 15 ans de Joselín Vercher et les 19 ans de Roberto.

## Histoire
Le style musical rude, déformé et sale du groupe se différencie nettement du beat, alors en vogue dans le panorama musical du pays dans les années 1960. Influencés par des groupes britanniques tels que The Kinks, The Animals ou The Rolling Stones, ils sont considérés, avec des groupes comme Los Polares, Los No, Los Huracanes ou Los Salvajes, comme le pilier espagnol de ce qui s'appellera plus tard le garage rock,. À cette période, ils étaient surtout célèbres pour la longueur de leurs cheveux, ce qui les amenait à être bannis de la télévision (incident qui a d'ailleurs fait leur publicité).
Leur premier album (un EP quatre titres intitulé El Estallido et publié au début de 1965) attire le succès et atteint les charts, sans doute grâce aux trois chansons rythmiques et blues assez agressives (avec entre autres une reprise du morceau Come On Now des Kinks) et au morceau plus commercial orienté beat intitulé Válgame la macarena. Dès le début, le style musical du groupe est clairement défini.
Entre 1965 et 1966, ils publient deux autres EP et un single, dans lesquels les morceaux originaux prédominent. À cette période, ils comptent déjà deux reprises, l'une mentionnée des Kinks, et l'autre un morceau inhabituellement garage (garajeno) du groupe pop mélodique The Hollies. Chantant exclusivement en castillan, le groupe s'oriente rhythm and blues et rock dit sale.
À la fin de 1966, Roberto Vercher, guitariste solo et chanteur, doit effecteur son service militaire obligatoire, et est donc remplacé par un nouveau chanteur nommé Michel et un guitariste nommé José Luis Moro. Désormais en quintette, le groupe publie, dès 1967, un nouveau single. Selon les critiques musicaux de l'époque, cette année-là, le style musical du groupe évolue (sans doute influencé par le psychédélique récemment apparu) vers un blues rock déformé, dans la lignée de groupes britanniques comme Cream et The Jimi Hendrix Experience.
À la fin de 1967, Roberto Vercher revient au sein du groupe, et continue ses activités quelques mois avant de mettre un terme à ses activités. Seuls deux des membres du groupe, Joselín Vercher et Ramón Colom, continuent de s'impliquer dans la musique, faisant partie (déjà dans les années 1970-1980) d'un groupe appelé La Salseta de Poble Sec.

## Discographie
- 1965 : El Estallido (EP ; RCA)
- 1965 : Conoces el final / Y olvídame / Devuélveme el corazón / ¿Por qué te fuiste? (EP ; RCA)
- 1966 : No pierdas el tiempo / Estoy triste / Bla, bla, bla / Eres como un sueño (EP ; RCA)
- 1967 : He perdido este juego / Tú no viniste a mí (single ; RCA)
- 1967 : Borrachera / Siguiendo al sol (RCA)
- 1986 : Todas sus grabaciones (compilation) (Alligator Records)
- 1997 : 'Pop español de los 60 (compilation) (BMG-RCA)
- 1999 : Sus singles y Ep's en RCA (compilation) (Rama Lama Records)